# Servon (Sena y Marne)
 Servon  es una población y comuna francesa, en la región de Isla de Francia, departamento de Sena y Marne, en el distrito de Melun y cantón de Brie-Comte-Robert.

## Demografía
| 822 | 1174 | 1163 | 1526 | 1924 | 2791 |
| Para los censos de 1962 a 1999 la población legal corresponde a la población sin duplicidades (Fuente: INSEE [Consultar]) |      |      |      |      |      |